# Kadaň
Kadaň (německy Kaaden) je město v okrese Chomutov v Ústeckém kraji ležící jihozápadně od Chomutova na levém břehu řeky Ohře, důležité kulturní a turistické centrum severozápadních Čech, někdejší královské město. Žije zde přibližně 18 tisíc obyvatel. Kadaň je centrem historické oblasti Kadaňska, rozkládající se od Vejprt v Krušnohoří až po oblast Doupovských vrchů. V roce 1978 bylo historické jádro města prohlášeno městskou památkovou rezervací.

## Název
Jméno města je odvozeno z osobního jména Kadan ve významu Kadanův dvůr. V historických pramenech se vyskytuje ve tvarech: in Kadan (1183), Cadain (1186), de Cadan (1277), in Kadano (1292), Cadanum (1352), na Cadany (1431), do Cadanie (1464), za Cadanij (1481), w Cadani (1490), města Kadaně (1615), Kaaden, Kaden, Kadaň, Kadanie nebo Cadana (1787).

## Historie

### Nejstarší dějiny
Existence hradu Wogastisburg spojovaného Augustem Sedláčkem i jinými badateli s hradištěm na Úhošti, nebyla archeologicky doložena.
První písemná zmínka o Kadani pochází z roku 1183. Dne 23. dubna 1186 daroval kníže Bedřich trhovou ves řádu Johanitů a posléze vznikla samostatná kadaňská komenda. Kolem roku 1260 byla Kadaň povýšena na královské město, byl vystavěn královský kadaňský hrad a minoritský klášter s kostelem svatého Michaela.

### Pozdní středověk

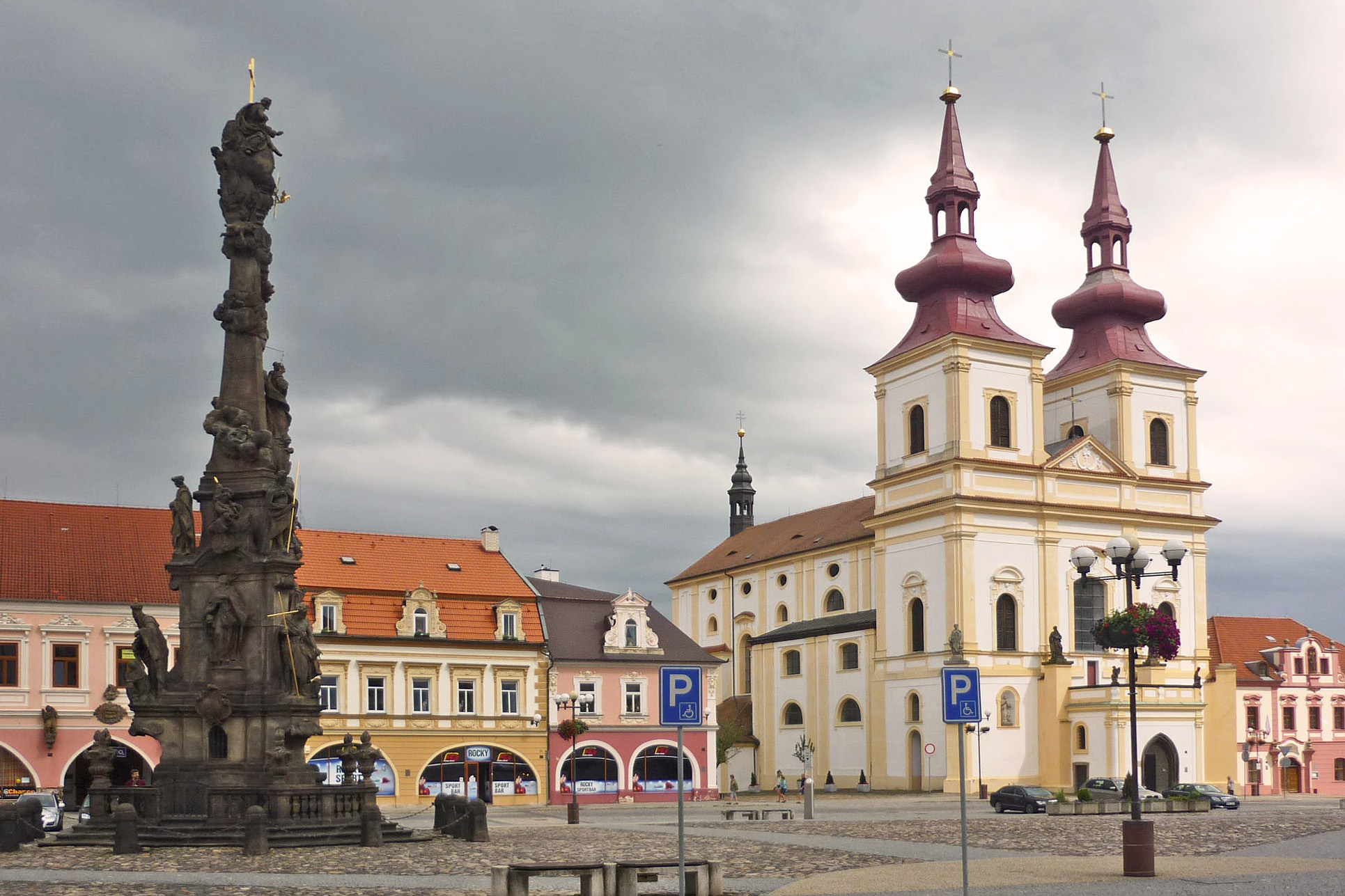
Náměstí se sloupem Nejsvětější Trojice a kostelem Povýšení svatého Kříže

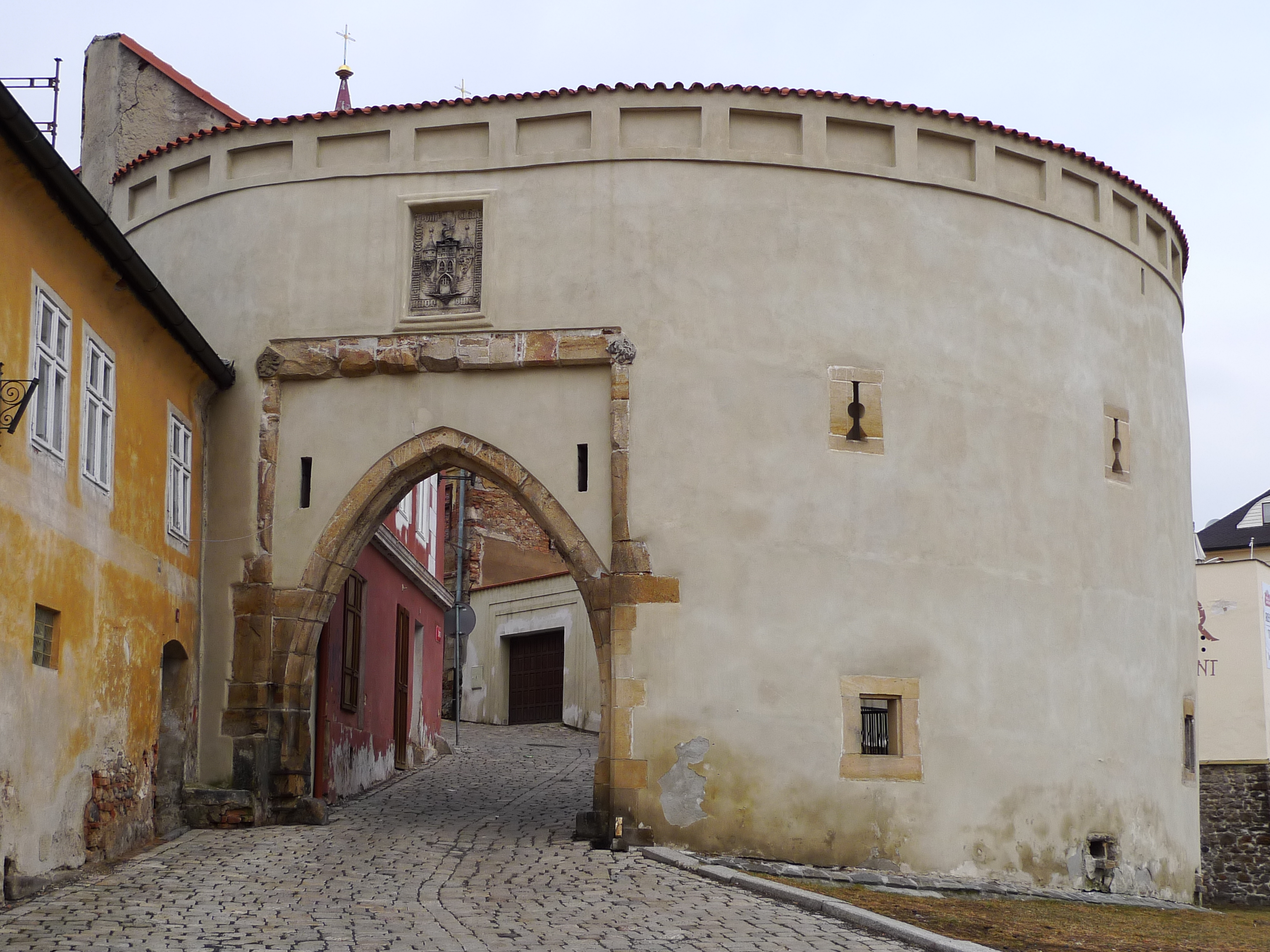
Barbakán Žatecké brány

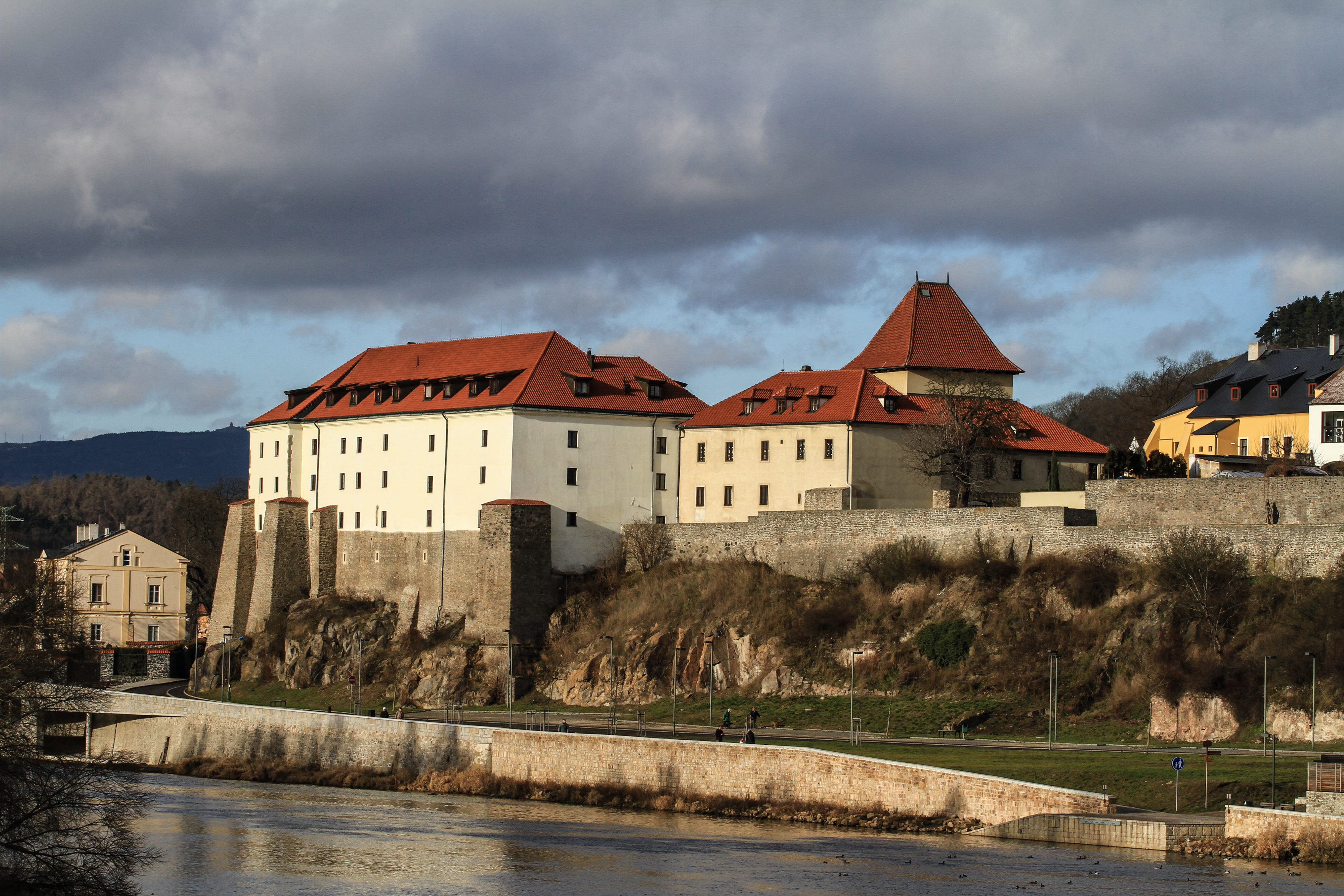
Kadaňský hrad

Kadaň je úzce spojena se zakladatelskou činností Přemysla Otakara II. Ze současné úrovně znalostí lze vyvodit, že hrad v Kadani nechal postavit nebo podstatně rozšířit právě on jako významný opěrný bod královské moci a zemské obrany vedle Ostrova, Loun, Ústí nad Labem a Žatce. Nález základů hradu v Ostrově, datovaného do stejného období, tuto hypotézu do značné míry potvrzuje.
Roku 1362 město i s hradem podlehlo požáru.
Ještě za vlády krále a císaře Karla IV. město znovu rozkvetlo. Karel IV. rozmnožil městská privilegia a znovu je povýšil na královské město. Příjezd Karla IV. do města dodnes kadaňští každoročně, vždy poslední sobotu v srpnu, oslavují jako císařský den.

### Za vlády Habsburků
Roku 1534 byla v Kadani uzavřena kadaňská smlouva mezi českým králem Ferdinandem a vévodou Oldřichem Württemberským.
Na konci 16. století byla v okolí města objevena ložiska zelené hlinky neboli seladonitu. Těžbu hlinky povolil Horní úřad v Jáchymově a vzápětí následoval rychlý rozvoj dolování. Po třicetileté válce těžba upadala, ale k dalšímu rozvoji došlo od poslední třetiny 18. století až do první třetiny 20. století. Tehdy se ve štolách hlubokých 40–70 m těžilo 2 000 – 3 000 centů ročně. Hlinka se pod názvy Kadaňská hlinka nebo Pravá česká hlinka používala zejména k výrobě venkovních nátěrů domů.
V letech 1563 a 1570 jsou ve městě zmiňovány hamr na výrobu plechu a dva hamry na zpracování mědi, z nichž jeden koupila roku 1601 spolu s jezem a náhonem městská rada za 1 300 kop grošů. Později se východně od města se těžil kaolin. Zprávy o jeho výskytu pocházejí ze druhé poloviny 18. století. V letech 1890–1900 byl otevřen starší kaolinový důl a zároveň s ním spuštěna plavírna a úpravna kaolinových materiálů spojená s dolem lanovkou. Od roku 1925 se podnik nazýval Petzold-Döllovy závody. Kadaňský kaolin se nehodil k výrobě porcelánů a byl používán v papírenství nebo k výrobě užitkové keramiky.
Dne 14. října 1742 v boji o klášter františkánů u Kadaně tereziánské vojsko zmařilo Francouzům vyproštění blokované Prahy.[zdroj⁠?!]
Až do první světové války byla Kadaň sídlem c. k. rakousko-uherské armády. Roku 1914 zde byl umístěn I. batalion bukovinské infanterie 42. pluku.

### Od roku 1918
U příležitosti dne voleb do rakouského Národního shromáždění, dne 4. března 1919, demonstrovali kadaňští Němci za právo na sebeurčení a setrvání při Rakousku. Došlo ke střetu se zde umístěnými českými ozbrojenými složkami. Podle sdělení deníku Neue Zürcher Zeitung ze 7. března 1919 bylo v Kadani usmrceno sedmnáct osob, třicet těžce a osmdesát lehce zraněno (jiný zdroj uvádí osmnáct mrtvých, sedmdesát těžce raněných, z nichž dalších šest zemřelo na následky zranění). Mrtví byli pohřbení v čestném hrobě na místním hřbitově. V září 2009 byla na zdi hřbitova umístěna pamětní deska obětí masakru.
Po převratu v roce 1989 byly hroby nově vysvěceny. V současnosti stále nepanuje mezi historiky shoda, proč ke střelbě došlo. Jedna verze uvádí jako viníky německé demonstranty, kteří začali střílet po vojácích. Druhá uvádí jako viníky české vojáky, kteří zahájili palbu do údajně neozbrojených civilistů. Tehdejší vyšetřovací komise konstatovala, že obě dvě strany podávají rozdílné informace a že tedy není možné viníka určit.[zdroj?]·            
V letech 1938 až 1945 byla Kadaň v důsledku uzavření Mnichovské dohody přičleněna k nacistickému Německu.
Mezi lety 1966 a 1971 byla vybudována Kadaňská přehrada.

## Přírodní poměry
Město stojí na rozhraní Doupovských hor (okrsek Rohozecká vrchovina) a výběžku Mostecké pánve, konkrétně v podcelku Žatecká pánev a okrsku Čeradická plošina. V prostoru pánve stojí historické centrum a Špitálské předměstí.
Na východním okraji města se nachází trojice vrchů sopečného původu: Bystřický kopec, Zlatý vrch a nejvyšší Jelení vrch. Jelení vrch je pozůstatkem struskového kuželu vytvořeného erupcí strombolského typu, po níž došlo k výlevu pikrobazaltové lávy, která tvoří tělesa Bystřického kopce a Zlatého vrchu. Strusky na Jelením vrchu překryly les, a na úpatí kopce se proto vyskytují kalcifikované úlomky dřeva.

## Obyvatelstvo

### Počet obyvatel
Podle sčítání 1921 zde žilo v 724 domech 8 268 obyvatel, z nichž bylo 4189 žen. 7 574 obyvatel se hlásilo k německé národnosti, 469 obyvatel se hlásilo k národnosti československé a 40 k židovské. Žilo zde 7 844 římských katolíků, 165 evangelíků, 21 příslušníků Církve československé husitské a 113 židů. Podle sčítání 1930 zde žilo v 912 domech 8 641 obyvatel. 7 692 k německé národnosti, 672 obyvatel se hlásilo k československé národnosti. Žilo zde 7 844 římských katolíků, 306 evangelíků, 46 příslušníků Církve československé husitské a 116 židů.
Město Kadaň mělo k 1. prosinci 1930 8641 obyvatel, 17. května 1939 již jen 7650 a 22. května 1947 pouze 5062 obyvatel. Na základě Benešova dekretu č. 108 z 25. října 1945 bylo téměř veškeré německé obyvatelstvo Kadaně nuceno opustit své domovy.
| Město Kadaň                                                                             |       |        |        |        |        |        |        |       |        |        |        |        |        |        |        |
|                                                                                         | 1869  | 1880   | 1890   | 1900   | 1910   | 1921   | 1930   | 1950  | 1961   | 1970   | 1980   | 1991   | 2001   | 2011   | 2021   |
| Obyvatelé                                                                               | 8 262 | 10 368 | 11 081 | 11 999 | 13 186 | 12 974 | 13 480 | 7 908 | 10 010 | 15 624 | 18 614 | 17 796 | 17 579 | 17 604 | 17 386 |
| Místní část Kadaň                                                                       |       |        |        |        |        |        |        |       |        |        |        |        |        |        |        |
| Obyvatelé                                                                               | 5 255 | 6 623  | 7 134  | 7 781  | 8 985  | 8 621  | 9 098  | 5 542 | 7 689  | 14 875 | 18 277 | 17 461 | 16 975 | 16 938 | 16 478 |
| Domy                                                                                    | 570   | 601    | 643    | 705    | 764    | 773    | 972    | 1 022 | 895    | 912    | 967    | 1 066  | 1 127  | 1 379  | 1 454  |
| Údaje místní části obsahují data zaniklé vsi Bystřice a v roce 1980 také údaje Tušimic. |       |        |        |        |        |        |        |       |        |        |        |        |        |        |        |

### Struktura populace

Věková struktura obyvatel obce Kadaň roku 2011
Rodinný stav obyvatel obce Kadaň roku 2011
Vzdělání obyvatel obce Kadaň roku 2011

## Městská správa a politika

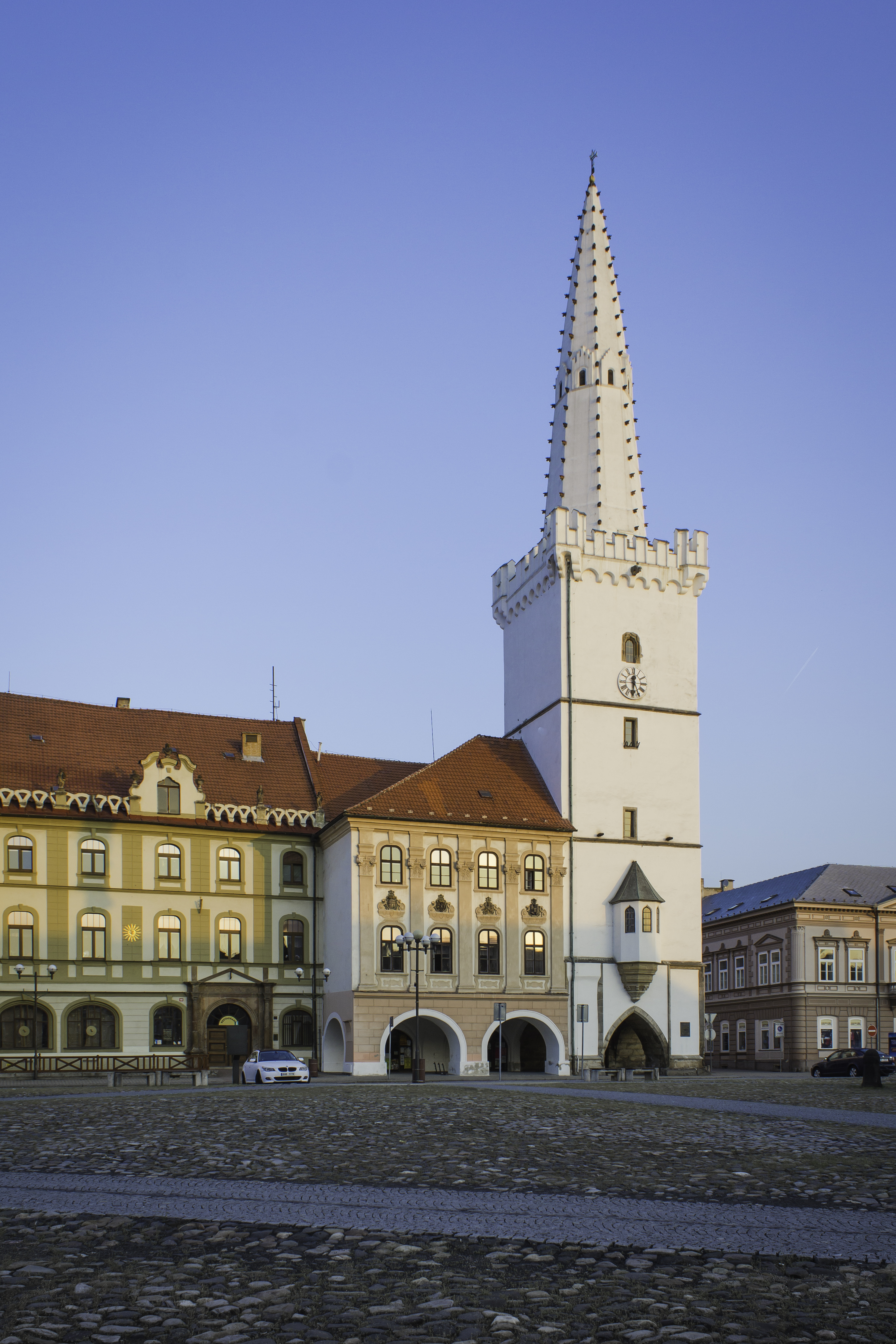
Kadaňská radnice

### Místní části
- Kadaň (k. ú. Kadaň a Bystřice u Kadaně) - Bystřice součástí města od roku 1960
- Brodce (k. ú. Pastviny a Úhošť) - součástí města od roku 1989
- Kadaňská Jeseň (k. ú. Úhošťany) - součástí města od roku 1989
- Meziříčí (k. ú. Zásada u Kadaně) - součástí města od roku 1963
- Nová Víska (k. ú. Prunéřov) - součástí města od roku 1966
- Pokutice (k. ú. Pokutice) - součástí města od roku 1963
- Prunéřov (k. ú. Prunéřov) - součástí města od roku 1966
- Tušimice (k. ú. Tušimice) - součástí města od roku 1972
- Úhošťany (k. ú. Úhošťany) - součástí města od roku 1989
- Zásada u Kadaně (k. ú. Zásada u Kadaně) - součástí města od roku 1963

Prunéřov, který se původně táhl dlouze podél cesty, je dnes rozdělen na dvě části. Ty roztíná areál Elektráren Prunéřov a dnes již rekultivovaný prostor po těžbě hnědého uhlí.
Ke Kadani patří také katastrální území již zaniklých vesnic Bystřice a Úhošť.

### Městské symboly
Vlajka byla městu udělena rozhodnutím předsedy Poslanecké sněmovny Parlamentu České republiky dne 8. října 2001.

### Starostové
- Ferdinand Traeger (odstoupil 13. listopadu 1918)[18]
- Eduard Hergl (nástupce Ferdinanda Traegera)[18]

Po roce 1989:
- Václav Vaňas
- Miloslav Müller
- Jiří Kulhánek
- Jan Losenický

### Městské čtvrti a ulice
Historické čtvrti jsou Staré Město, Špitálské předměstí, Nové Město, Sedlecké předměstí, Zahradní Město (Zahradní vilová čtvrť), Vilová čtvrť – Prunéřovské předměstí a Kaolinka. Nové čtvrti jsou sídliště Budovatelů („A“), Lučany („B“), Slavín („C“), Na Podlesí („D“), sídliště 1. máje („E“), Strážiště a Vinohrady.
Dne 29. února 2008 bylo v Kadani přiděleno přelomové čp. 2000 pro rodinný dům v ulici Vinohrady.

## Hospodářství

### Elektrárny Tušimice
Elektrárna Tušimice I byla v provozu od roku 1964 do roku 1998, kdy byla odstavena. Její 196 metrů vysoký železobetonový komín byl odstřelen 26. listopadu 2005. Poté byly odstraněny i zbytky stavby.
Elektrárna Tušimice II je tepelná elektrárna na hnědé uhlí u Kadaně (patří spolu s elektrárnami Prunéřov I a Prunéřov II do sítě elektráren ČEZ). Do provozu byla uvedena v letech 1973–1974 a má výkon 800 MW. V letech 2007–2010 prošla náročnou rekonstrukcí, při níž došlo k výměně všech základních technologických celků a 300 m vysoký komín elektrárny byl při této rekonstrukci zbořen.

## Doprava
Ve městě se nachází autobusové nádraží a nácestné autobusové zastávky a železniční stanice Kadaň, Kadaň-Prunéřov, Kadaň-Bystřice a Kadaň předměstí. Město obsluhují autobusové linky Dopravy Ústeckého kraje a tři autobusové linky městské hromadné dopravy.

## Společnost
Město Kadaň je držitelem rekordu nejužší ulice v České republice, kterou se stala Katova ulička, vedoucí z Mírového náměstí do ulice Sokolovské a měřící v nejužším místě 66,1 cm a v nejširším 131,5 cm. Kadaň se zapojila do programu regenerace městských památkových rezervací a městských památkových zón a v roce 1995 získala titul Historické město roku.

### Muzea a galerie
- Městské muzeum v Kadani
- Galerie Josefa Lieslera
- Galerie Karla Havlíčka
- Galerie U Netopýra

### Sport
Ve městě působí hokejový klub SK Kadaň a florbalový klub FBC DDM Kati Kadaň. Tradičně rozvíjenými sporty jsou atletika, pozemní hokej, nohejbal, fotbal i vodní sporty (TJ DNT vodní slalom, TJ VS Kadaň a Kajak klub Kadaň – rychlostní kanoistika).

## Pamětihodnosti
- Kadaň (hrad)
- Městské opevnění

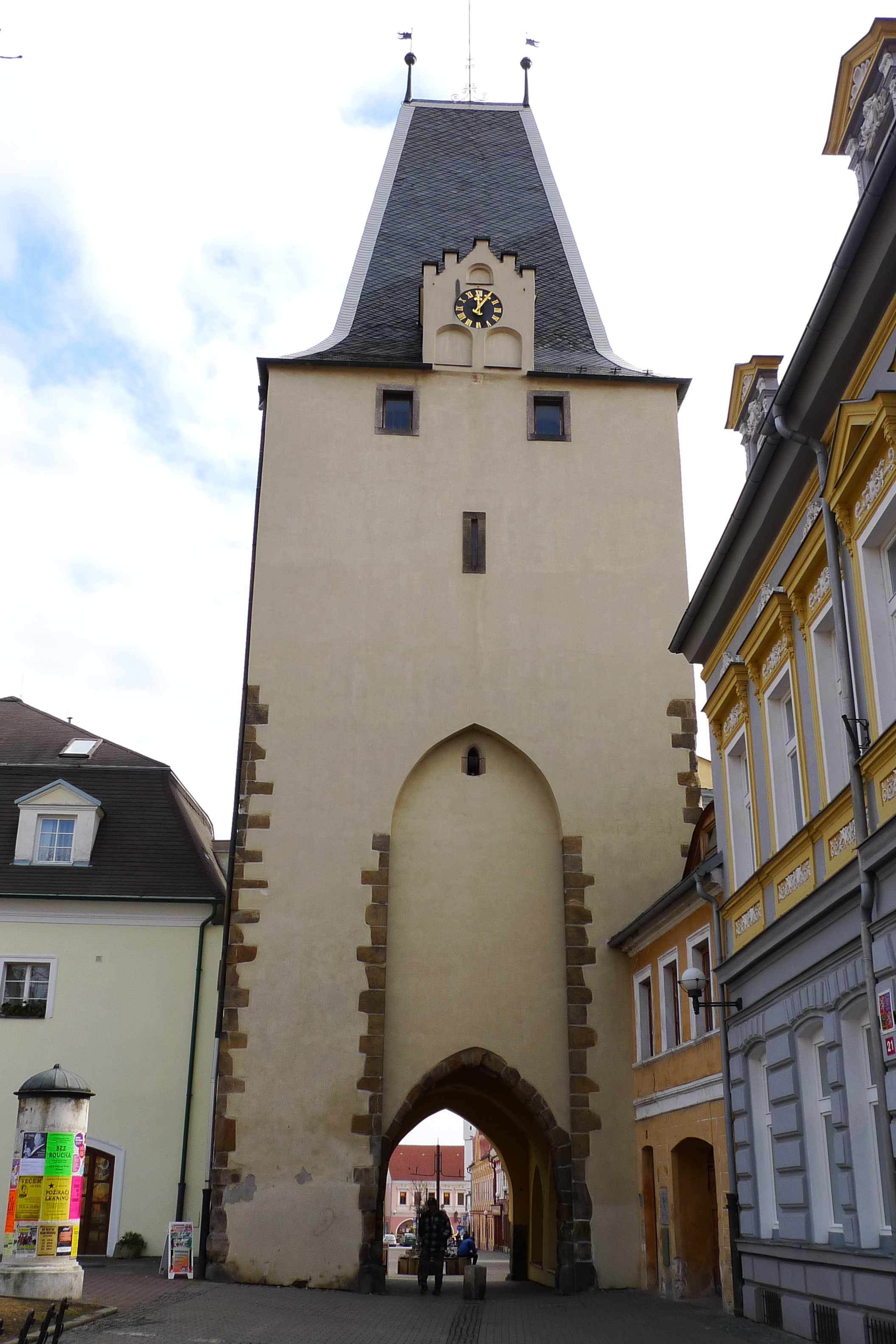
Mikulovická brána

- Františkánský klášter Čtrnácti svatých Pomocníků
- Křížová cesta od Mikulovické brány k františkánskému klášteru
- Děkanský kostel Povýšení svatého Kříže
- Sloup Nejsvětější Trojice
- Katova ulička
- Svatá brána
- Barbakan Žatecké brány
- Špitální kostel Stětí svatého Jana Křtitele
- Hřbitovní kostel svaté Anny
- Kaple svatého Jana Křtitele
- Nábřeží Maxipsa Fíka
- Alžbětinský klášter s kostelem Svaté rodiny
- Minoritský klášter svatého Michaela (Státní okresní archiv)
- Minoritská bašta
- Löschnerovo náměstí
- Šlikova kašna
- Růžencová kaple
- Kostel svatého Petra a Pavla (Kadaň)
- Měšťanské domy v historickém centru
- Steinkopfův mlýn
- Národní přírodní rezervace Úhošť
- Přírodní památky Želinský meandr a Svatý kopeček u Kadaně

### Významné městské domy
- Dům U Velryby
- Egermannův dům
- Kadaňská radnice
- Kulturní dům Orfeum
- Ottlilienfeldský dům
- Šlikovský dům
- Zelený strom

### Zaniklé památky
Při klášteře minoritů s kostelem svatého Michala stála od roku 1690 Loretánská kaple. Při požáru roku 1786 byla zničena a zanikla.

## Osobnosti

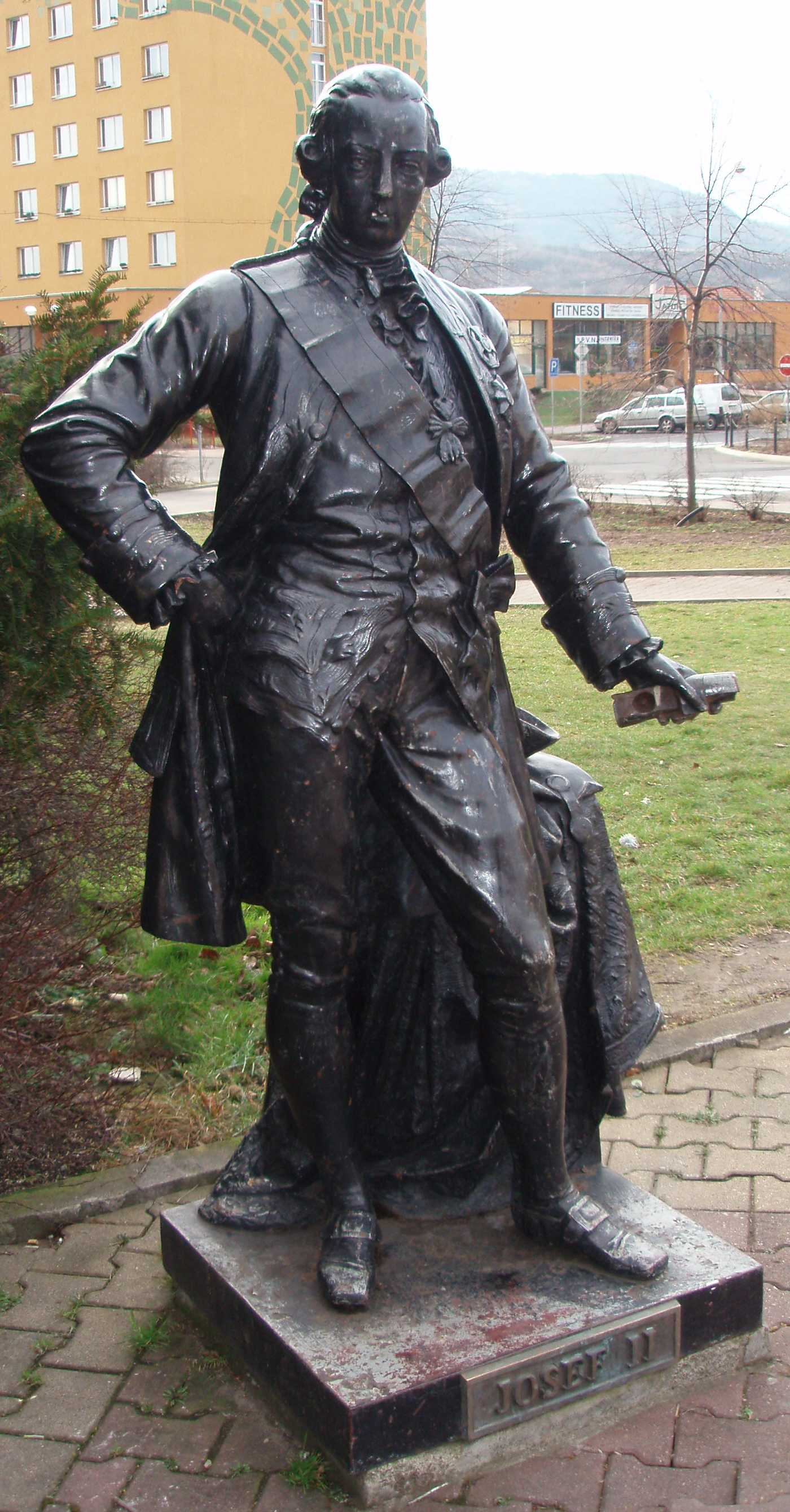
Socha Josefa II.

### Rodáci
- Mikuláš z Kadaně († 1419), hodinář a tvůrce Staroměstského orloje v Praze (1410)
- Peter Georg Niger (1434–1481/1484), teolog
- Wilhelm Nigrinus (též: Černý, nebo Schwartze; 28. května 1588 Kadaň – 23. září 1638 Wittenberg), teolog
- Václav Pantaleon Kirwitzer (1588–1626), astronom a misionář
- František Wittig (1665/1666–1762), duchovní a varhaník
- Josef Kullas (1808–1880), herec a režisér
- Josef z Löschneru (1809–1888), profesor lékařské fakulty UK v Praze
- Josef Maly (1857–1912), politik
- Franz Windirsch (1877–1969), politik a pedagog
- Edward Goll (1884–1949), hudebník
- Ludwig Müller (1890–1918), námořní důstojník
- Hans Zeisel (1905–1992), profesor statistiky, práva a ekonomie
- Kurt Lenk (* 1929), politolog
- Erwin Stranka (* 1935), filmový režisér
- Miroslava Kopicová (* 1951) politička
- Václav Homolka (* 1955), politik
- Theodor Černý (* 1957), cyklista
- Iveta Kováčová (* 1963), zpěvačka a novinářka
- Přemysl Rabas (* 1963), politik, ředitel zoologické zahrady
- Ferdinand Leffler (* 1978), zahradní designér
- Miroslav Javůrek (* 1979), malíř a sochař
- Martin Fiřt (* 1980), režisér, producent a herec
- Ondřej Šulc (* 1983), házenkář
- Martin Kadlec (* 1988), hokejista
- Robert Artur Pierug (1989), podnikatel
- Marek Krátký (* 1993), fotbalista
- Jakub Matai (* 1993), hokejista
- Ondřej Kaše (* 1995), hokejista
- Dominik Feri (* 1996), bývalý politik, tehdy poslanec za TOP 09
- Jan Veselý (klavírista) (* 1997), hudebník
- Amálie Švábíková (* 1999), atletka
- Petr Čajka (* 2000), hokejista

### Osoby spojené s městem
- Arvín (13. století), první písemně doložený kadaňský měšťan (1261)
- Jan Hasištejnský z Lobkovic (asi 1450–1517), politik, spisovatel, humanista; vedl diplomatické poselstvo do Lucemburska (1477) a do Říma (1487) a cestoval východním Středomořím do Svaté země (1493)
- Anton Schneider (1841–1900), politik
- Jan Malypetr (1873–1947), agrárnický politik, předseda čs. vlády
- Carl Furtmüller (1880–1951), pedagog a psycholog, vyučující na místním gymnáziu
- Josef Kokeš (1906–1967), pedagog a malíř
- Karel Havlíček (1907–1988), právník pronásledovaný komunistickým režimem, moderní abstraktní malíř-autodidakt
- Josef Liesler (1912–2005), akademický malíř, grafik
- Rudolf Koblic (1933–2003), učitel, hudebník a malíř
- Josef Dvořák (* 1942), český herec, započal v Kadani svou kariéru
- Jan Kristofori (1931–2004), malíř, grafik a galerista
- Vít Branda (1963–2009), architekt, Lávka Vítka Brandy, Nábřeží Maxipsa Fíka

## Partnerská města
- Aue, Německo[21]
- Halle, Belgie[21]
- Vara, Švédsko[21]